# Wayne Rooney
Wayne Mark Rooney (Liverpool, 24 ottobre 1985) è un allenatore di calcio ed ex calciatore inglese, di ruolo attaccante.
Considerato uno dei migliori centravanti inglesi della storia del calcio nonché uno dei migliori della propria generazione, è il miglior marcatore nella storia del Manchester United, avendo realizzato 253 reti in 559 presenze ufficiali.
Prima di legare il proprio nome ai Red Devils, esordì con la maglia dell'Everton. Con il club di Manchester militò in seguito per tredici stagioni vincendo cinque Premier League, una FA Cup, quattro Football League Cup, sei Community Shield, una UEFA Champions League, una UEFA Europa League e una Coppa del mondo per club FIFA.
Con la maglia della nazionale inglese è il secondo miglior marcatore di sempre, preceduto da Harry Kane. Con essa ha inoltre giocato tre campionati del mondo (2006, 2010 e 2014) e tre campionati d'Europa (2004, 2012 e 2016).

## Biografia
Di origini irlandesi tramite i nonni paterni, è sposato dal 2008 con Coleen McLoughlin, dalla quale ha avuto quattro figli: Kai Wayne (2009), Klay Anthony (2013), Kit Joseph (2016) e Cass Mac (2018). Kai nel dicembre del 2020 firma il suo primo contratto con il Manchester United, ex squadra del padre.
Il 1º settembre 2017 Rooney è stato arrestato per guida in stato di ebbrezza, mentre il 16 dicembre 2018 è stato arrestato per ubriachezza molesta e turpiloquio in pubblico.
Secondo quanto riportato dalla rivista France Football, al 2015 era al 7º posto tra i calciatori più ricchi dell'anno con 22,5 milioni incassati tra stipendio da calciatore e sponsor.

## Caratteristiche tecniche

### Giocatore

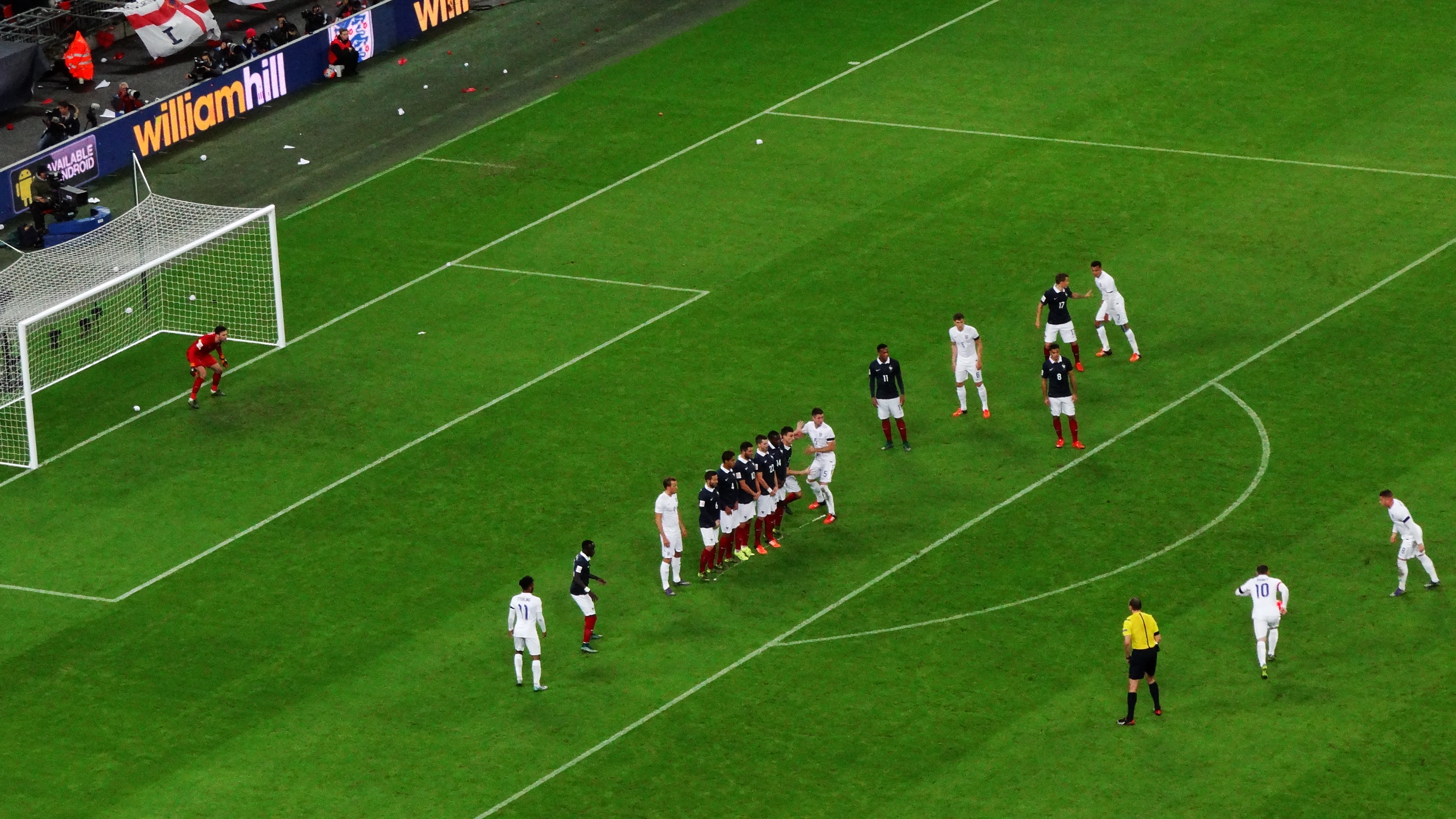
Rooney si appresta a battere un calcio di punizione

Atleta molto forte fisicamente, abile nel tiro dalla lunga distanza e, nonostante una statura non elevatissima, di grande padronanza del gioco aereo, era capace di guidare tutto il reparto offensivo. Era un giocatore generoso che, sfruttando la sua grande resistenza e aggressività agonistica, era solito rientrare a centrocampo e in difesa per dare una mano ai compagni, facendo poi ripartire l'azione della sua squadra.
Molto rapido, per la sua potenza fisica è soprannominato "Hummer Rooney", dal nome della famosa marca di automobili fuoristrada; ai tempi della sua militanza all'Everton era stato soprannominato Wonder Boy  ("ragazzo prodigio") per via delle sue eccellenti prestazioni a dispetto della giovane età (esordisce a 16 anni nella prima squadra dei Toffees). In giovane età era stato anche ribattezzato Roonaldo, con riferimento al centravanti brasiliano Ronaldo.

## Carriera

### Giocatore

#### Club

##### Everton (2002-2004)
La prima stagione all'Everton (2002-2003) è ottima: da debuttante (16 anni) segna 6 gol in 33 partite, non partendo quasi mai da titolare. Il suo esordio con la maglia dell'Everton risale al 17 agosto 2002, nella partita contro il Tottenham Hotspur. Solo tre mesi prima aveva guidato la squadra juniores alla finale di FA Cup di categoria. Due mesi dopo l'esordio, il 2 ottobre, arriva il primo gol nella vittoria per 3-0 contro il Wrexham. Il 19 ottobre Rooney segna con un tiro a girare da venticinque metri durante l'ultimo minuto della gara contro l'Arsenal, interrompendo così il record di 30 giornate senza sconfitte dei londinesi. Il secondo gol arriva nella sfida esterna di novembre contro il Leeds vinta 1-0. Come all'andata il 23 marzo 2003 segna contro l'Arsenal ma stavolta i londinesi riescono a vincere 2-1. Conclude la sua prima stagione con 33 partite e 6 gol.
La sua seconda stagione con l'Everton è caratterizzata da alti e bassi. Nel febbraio del 2004 arriva la sua prima doppietta con la maglia dell'Everton, nella sfida pareggiata 3-3 contro il Southampton. Alla fine colleziona 34 presenze e nove reti in campionato, riuscendo a disputare un'ottima seconda parte di stagione che favorirà il suo passaggio, negli ultimi giorni del mercato estivo, al Manchester United, per la cifra di circa 39 milioni di euro, firmando un contratto di sei anni. Ottiene quindi anche il posto in Nazionale e la convocazione al campionato Europeo disputato in Portogallo.

##### Manchester United (2004-2017)

###### 2004-2008: le vittorie in campionato e in Europa
In 29 partite (partendo titolare in 24 di esse) è andato a segno 11 volte. Con lo United ha potuto giocare anche in Champions League, dove nelle 6 partite giocate ha segnato 3 gol, tutti nel suo debutto contro il Fenerbahçe,: sono anche i suoi primi in assoluto con la maglia dei Red Devils. Il primo gol con lo United in Premier, invece, lo segna all'Arsenal. Il 14 novembre 2004 contro il Newcastle segna la sua prima doppietta in Premier con la maglia dei Red Devils. Con 19 gol in 45 partite arriva la chiamata della Nazionale inglese per giocare i Mondiali in Germania.

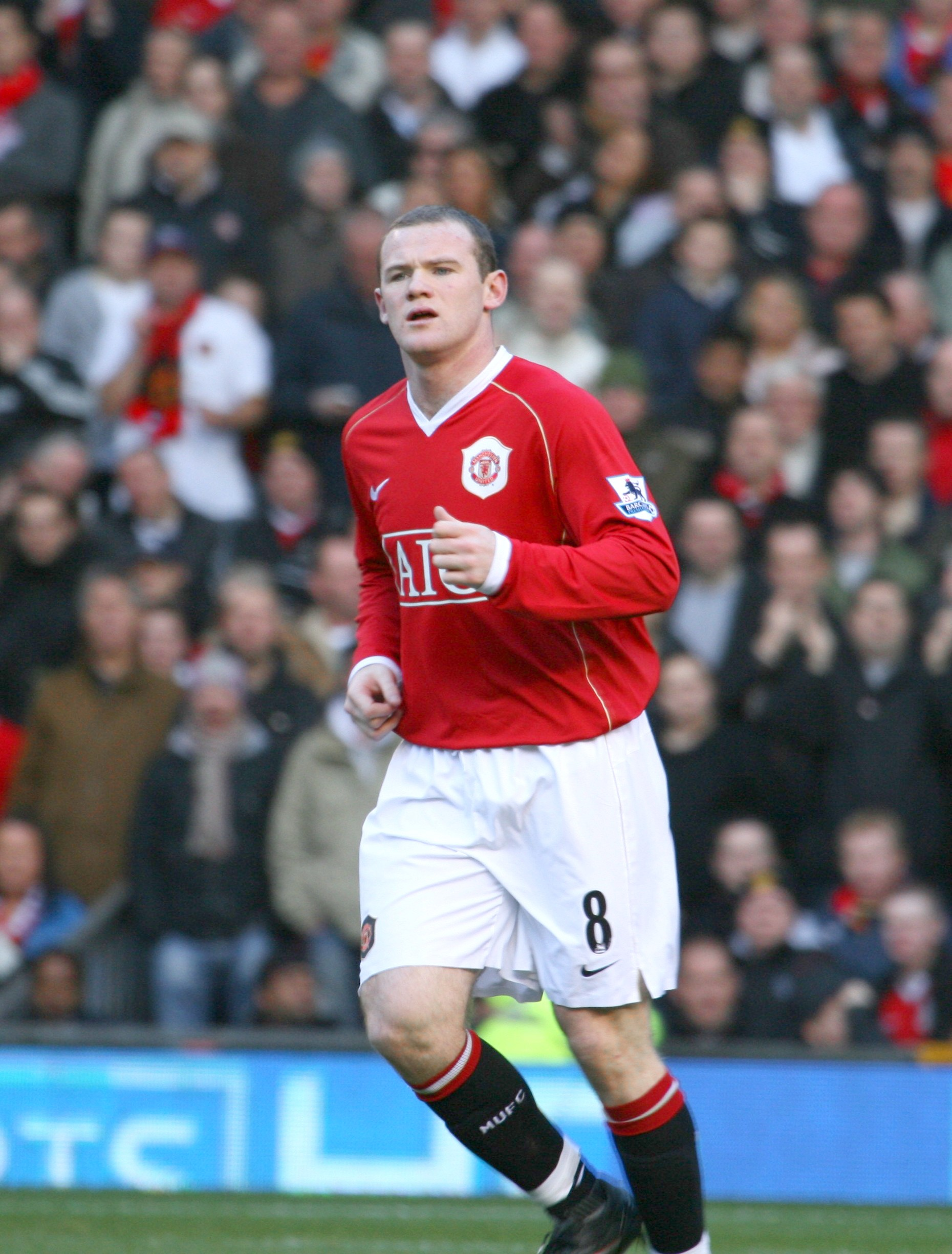
Rooney con la maglia del Manchester United nel 2006

Alla fine della stagione 2005-2006 in 36 presenze segna 16 volte in Premier League, con un gol in Champions League. Il 29 aprile 2006 si frattura un piede nella partita contro il Chelsea mettendo a rischio la propria partecipazione al Mondiale 2006, salvo poi recuperare grazie a una repentina riabilitazione.
Il 28 ottobre contro il Bolton segna 3 gol nella partita vinta per 4-0 dallo United. Il cammino del Manchester in Champions League si interrompe in semifinale, contro il Milan. In FA Cup, con 2 gol ai danni del Watford, Rooney permette al Manchester di raggiungere la finale, persa il 19 maggio contro il Chelsea per 1-0.
Nella prima partita della stagione 2007-2008 si frattura nuovamente il piede destro. Rientrato in campo, è protagonista insieme a Cristiano Ronaldo dell'ottima annata dei Red Devils, che vincono il campionato inglese e la Champions League. Alla fine della stagione i gol saranno 18, di cui 12 in campionato in 24 presenze. A inizio stagione conquista la Community Shield nel 4-1 contro il Chelsea. Il 21 maggio 2008 vince la Champions League: il Manchester si impone per 6-5 ai tiri di rigore contro il Chelsea, dopo che il match era terminato sull'1-1.

###### 2008-2013: gli ultimi successi con Ferguson
La stagione 2008-2009 comincia con la sconfitta per 1 a 2 nella Supercoppa UEFA contro lo Zenit. Nel dicembre 2008, nel Mondiale per club vinto dal Manchester United, riesce a segnare tre gol (capocannoniere del torneo): i primi due nella semifinale contro i giapponesi del Gamba Osaka (battuto 5-3) e il terzo, decisivo, nella finale contro gli ecuadoriani della LDU Quito. Il 27 maggio 2009 gioca la finale di UEFA Champions League persa 2-0 contro il Barcellona. Finisce la stagione con 12 gol in campionato (20 complessivi in tutte le competizioni).
La stagione 2009-2010 comincia con la sconfitta ai calci di rigore nella Community Shield contro il Chelsea. Nei tempi regolamentari, Rooney aveva trovato il pareggio di 2-2 per lo United allo scadere del tempo.

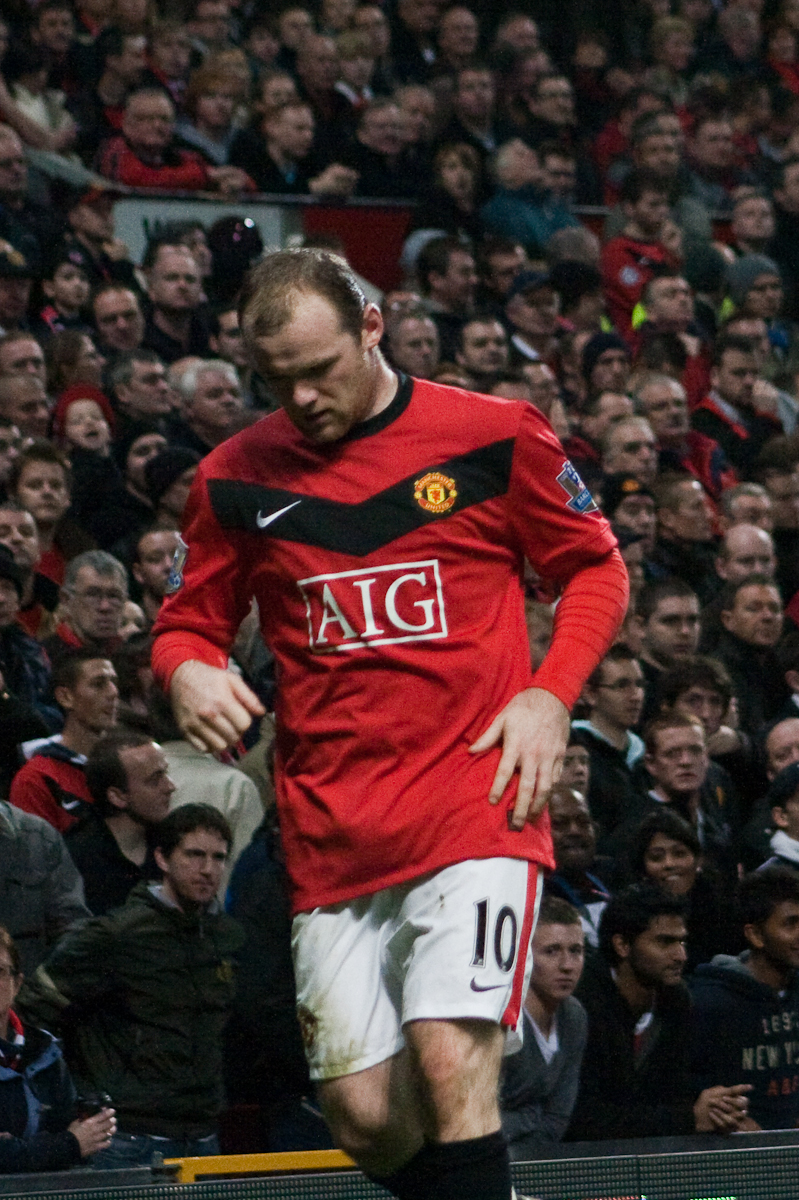
Rooney con la maglia del Manchester United nel 2009

Il 28 novembre realizza una tripletta contro il Portsmouth, con due gol su rigore. Il 23 gennaio 2010 segna la sua prima quaterna in carriera nella sfida vinta 4-0 contro l'Hull City. In questo mese viene nominato FA Premier League Player of the Month per la quinta volta in carriera, diventando il maggior plurivincitore del premio a pari merito con Gerrard. Il 28 febbraio 2010 segna il gol vittoria nella finale di Carling Cup contro l'Aston Villa.
Il 30 marzo 2010, nel quarto di finale d'andata di Champions League contro il Bayern Monaco si infortuna a una caviglia, dovendo stare lontano dai campi per un periodo di 2-4 settimane.
Nell'ottobre 2010 dichiara di voler lasciare il Manchester United perché senza stimoli e subisce le minacce di alcuni tifosi, che fanno anche presidio presso la sua abitazione. Il 22 ottobre mette fine alle polemiche rinnovando il proprio contratto con il Manchester United fino al 2015. Il 2 aprile 2011 realizza una tripletta contro il West Ham (un goal su punizione), portandosi così a quota 101 reti segnate con il Manchester United. Nella stessa partita, dopo aver realizzato il terzo gol su calcio di rigore, rivolge alle telecamere, a più riprese, una serie di insulti, venendo per questo messo sotto inchiesta dalla FA con l'accusa di linguaggio offensivo e venendo squalificato per due giornate. Il 28 maggio gioca la sua terza finale di UEFA Champions League, dopo quelle del 2008 e del 2009. La finale, disputata a Wembley, vedrà la vittoria del Barcellona per 3-1. Nonostante la sconfitta, Rooney è protagonista di una prova maiuscola, mettendo anche a segno la rete del momentaneo pareggio.

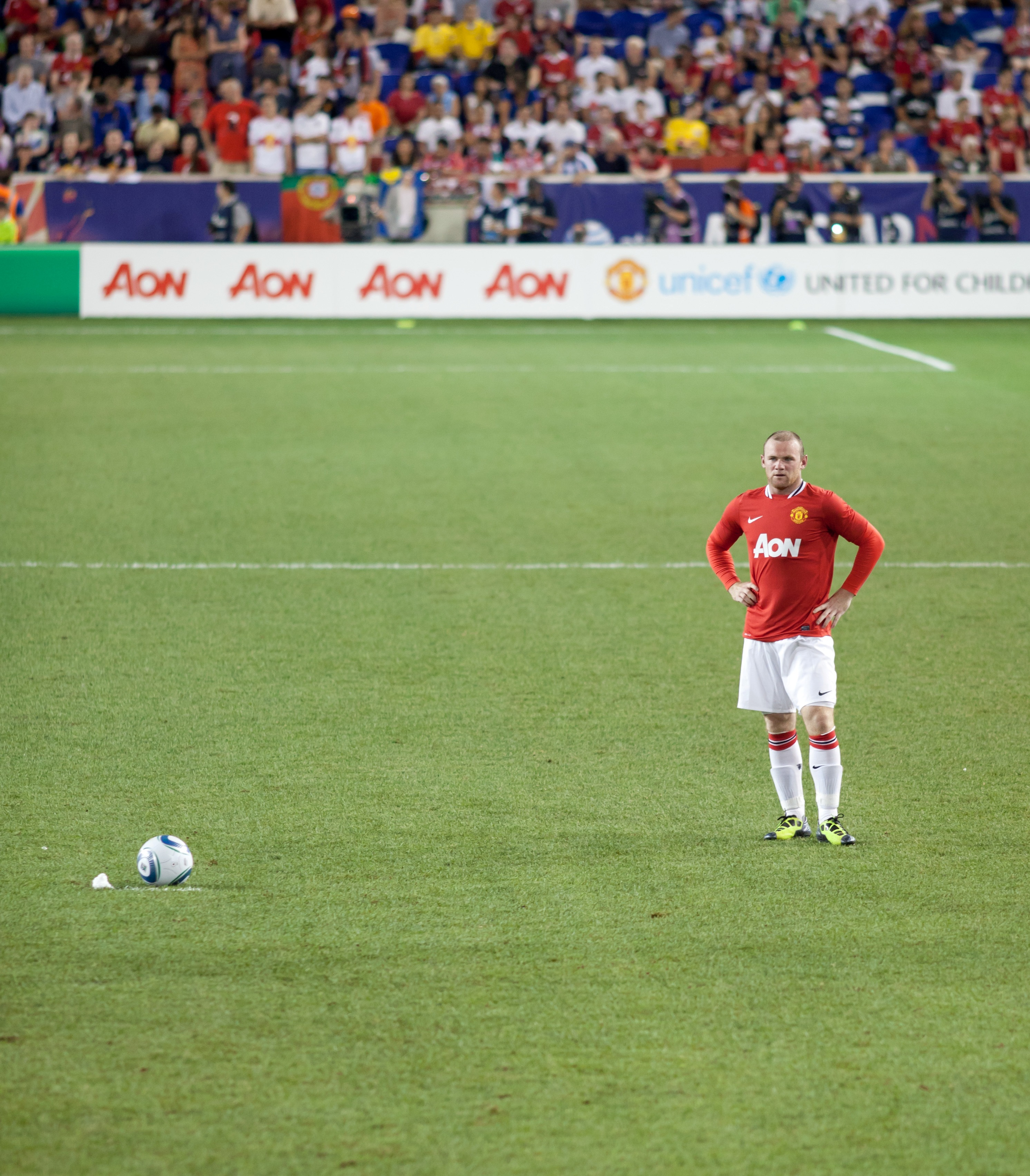
Rooney nel 2011

All'inizio della stagione 2011-2012 lo United vince il Community Shield battendo per 3-2 il Manchester City. All'inizio del campionato 2011-2012 Rooney realizza una tripletta nella partita vinta per 8-2 in casa contro l'Arsenal. Il 10 settembre 2011 sigla la sua seconda tripletta stagionale nella gara vinta per 5-0 contro il Bolton.
La pregevole rete realizzata da Rooney l'11 febbraio 2011 in rovesciata contro il Manchester City sarà premiata, nel maggio 2012, come la più bella marcatura nella storia della Premier League. Il 13 maggio 2012, all'ultima giornata di Premier League, l'attaccante segna un gol (il suo ventisettesimo in campionato) nella sfida vinta per 1-0 contro il Sunderland: al fischio finale lo United era virtualmente campione d'Inghilterra poiché il City in quel momento stava perdendo per 2-1 contro il QPR, ma proprio nei minuti di recupero i Citizens ribaltano il risultato con due reti e si laureano campioni d'Inghilterra 2011-2012.
Nella stagione 2012-2013, durante il derby contro il Manchester City, segna una doppietta che lo porta a diventare il maggiore goleador per lo United nel derby di Manchester (10 reti). Conclude la stagione con 37 presenze e 16 gol totali, vincendo la Premier League.

###### 2013-2017: il dopo-Ferguson
Il Man United apre la stagione 2013-2014, la prima del dopo-Ferguson, con la vittoria per 2-0 in Community Shield ai danni del retrocesso Wigan. Il 17 settembre 2013 Rooney raggiunge il traguardo dei 200 gol con la maglia della squadra di Manchester nella vittoria per 4-2 contro il Bayer Leverkusen, prima partita d'andata nella fase a gironi dell'edizione 2013-2014 di UEFA Champions League, confermandosi come quarto migliore marcatore di sempre della squadra, a 12 reti dal primatista Jack Rowley. Il 21 febbraio 2014 prolunga proprio contratto con il Manchester United, diventando così, con 18,9 milioni di euro a stagione, il giocatore con lo stipendio più alto della Premier League.
Alla fine della stagione risulta il migliore uomo-assist della UEFA Champions League con ben 8 suggerimenti, 18 stagionali in totale, considerando i 10 assist realizzati in campionato.

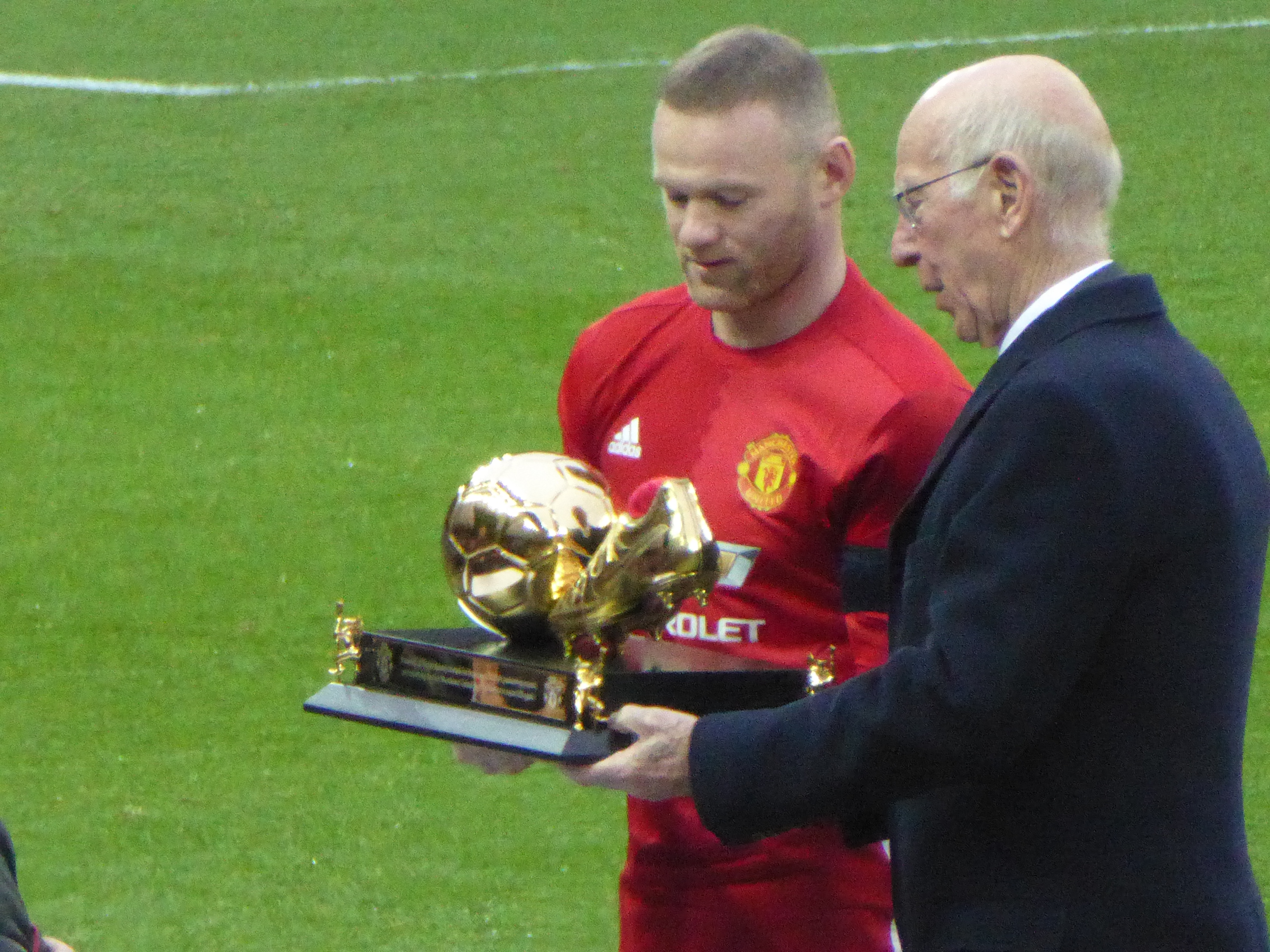
Rooney nel 2016, mentre riceve da Bobby Charlton il premio di miglior marcatore nella storia dello United, battendo quest'ultimo con 250 gol a 249

Dopo il campionato del mondo 2014 in Brasile, il tecnico dei Paesi Bassi Louis van Gaal lascia la guida tecnica della nazionale e diventa il nuovo tecnico dei Red Devils, apportando subito due importanti modifiche per Rooney e compagni: nuovo modulo, dal 4-2-3-1 al 3-4-1-2 o 3-5-2, e nomina di Rooney a capitano.
Il 17 gennaio 2016, con il gol segnato al Liverpool, diventa il giocatore che ha segnato più gol (176) con la stessa maglia in Premier League l, superando Thierry Henry che era andato a segno 175 volte con la maglia dell'Arsenal. Il 21 gennaio, durante l'incontro con lo Stoke City in Premier League, segna su calcio di punizione il suo 250º gol con la maglia dei Red Devils, fissando il definitivo 1-1 e diventando il miglior realizzatore di sempre del Manchester United in tutte le competizioni, davanti a Bobby Charlton. A fine stagione, vincerà la League Cup e l'Europa League, segnando però soltanto otto gol complessivi.

##### Ritorno all'Everton (2017-2018)

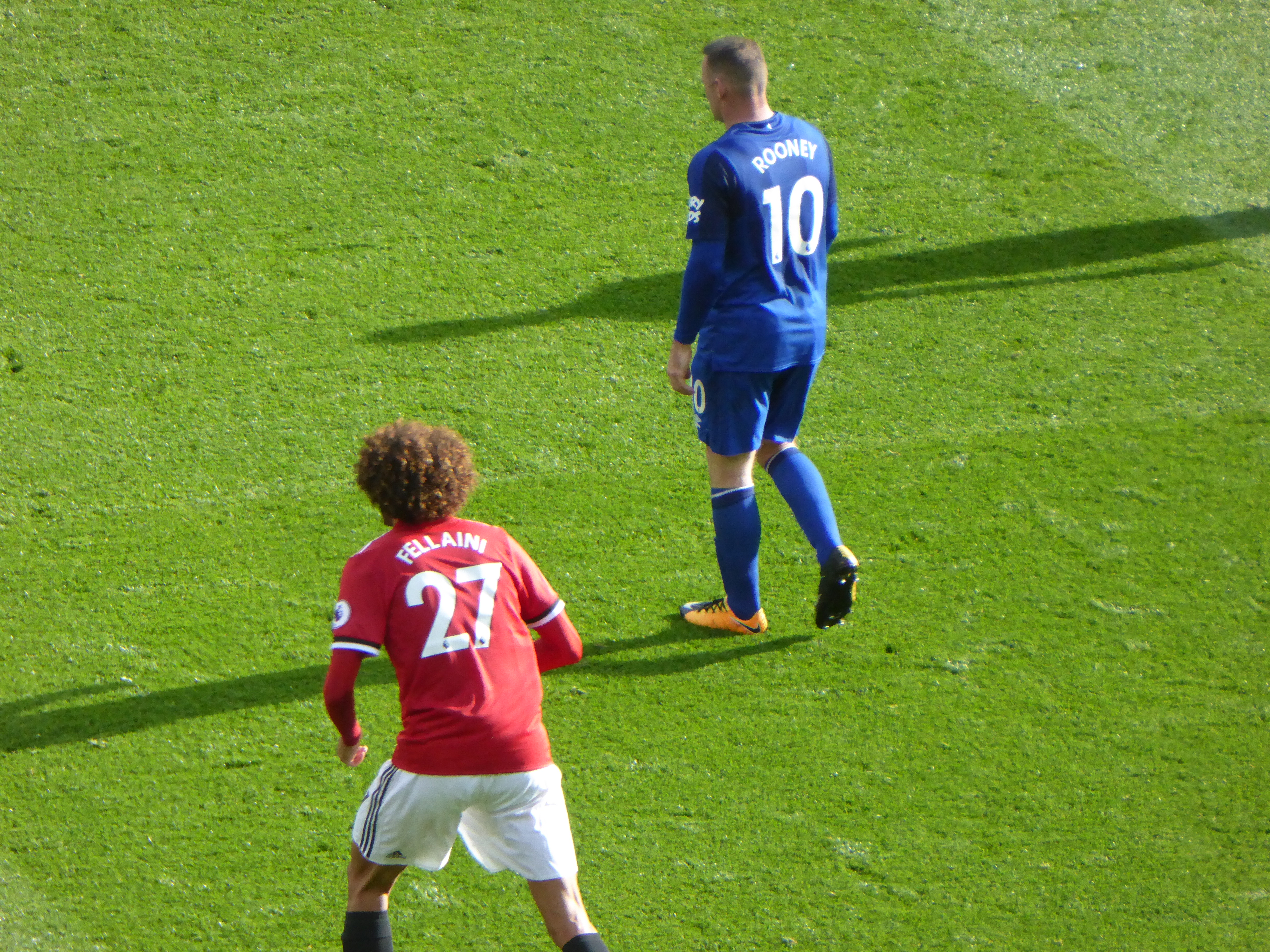
Rooney all'Everton nel 2017, nella partita contro il 'suo' United

Il 9 luglio viene acquistato dall'Everton, con cui firma un contratto biennale, facendo così ritorno ai Toffees dopo 13 anni. Il suo esordio in Premier è subito decisivo, con il gol che vale i tre punti contro lo Stoke City. La settimana seguente, nella trasferta contro il Manchester City (1-1), segna il suo 200º goal in carriera in Premier League. Il 29 novembre 2017 segna la sua prima tripletta con la maglia dell'Everton ai danni del West Ham, siglando l'ultimo dei tre gol con un tiro da centrocampo.

##### D.C. United (2018-2020)
Dopo un solo anno ai Toffees, il 28 giugno 2018 si trasferisce negli Stati Uniti, al D.C. United. Esordisce il 14 luglio successivo nella vittoria per 3-1 contro i Vancouver Whitecaps, mentre il primo gol lo mette a segno il 28 luglio nel successo per 2-1 contro i Colorado Rapids, dove tra l'altro subisce un infortunio al setto nasale dopo uno scontro di gioco con Axel Sjöberg. Il 12 agosto, dopo aver offerto una buona prestazione contro l'Orlando City,  garantisce alla propria squadra la qualificazione ai play-off, dove il club sarà eliminato al primo turno per mano del Columbus Crew. Al termine della stagione gli vengono attribuiti il premio MVP della squadra e la Scarpa d'Oro, quest'ultima ottenuta grazie alle sue 12 marcature in 21 presenze totali.

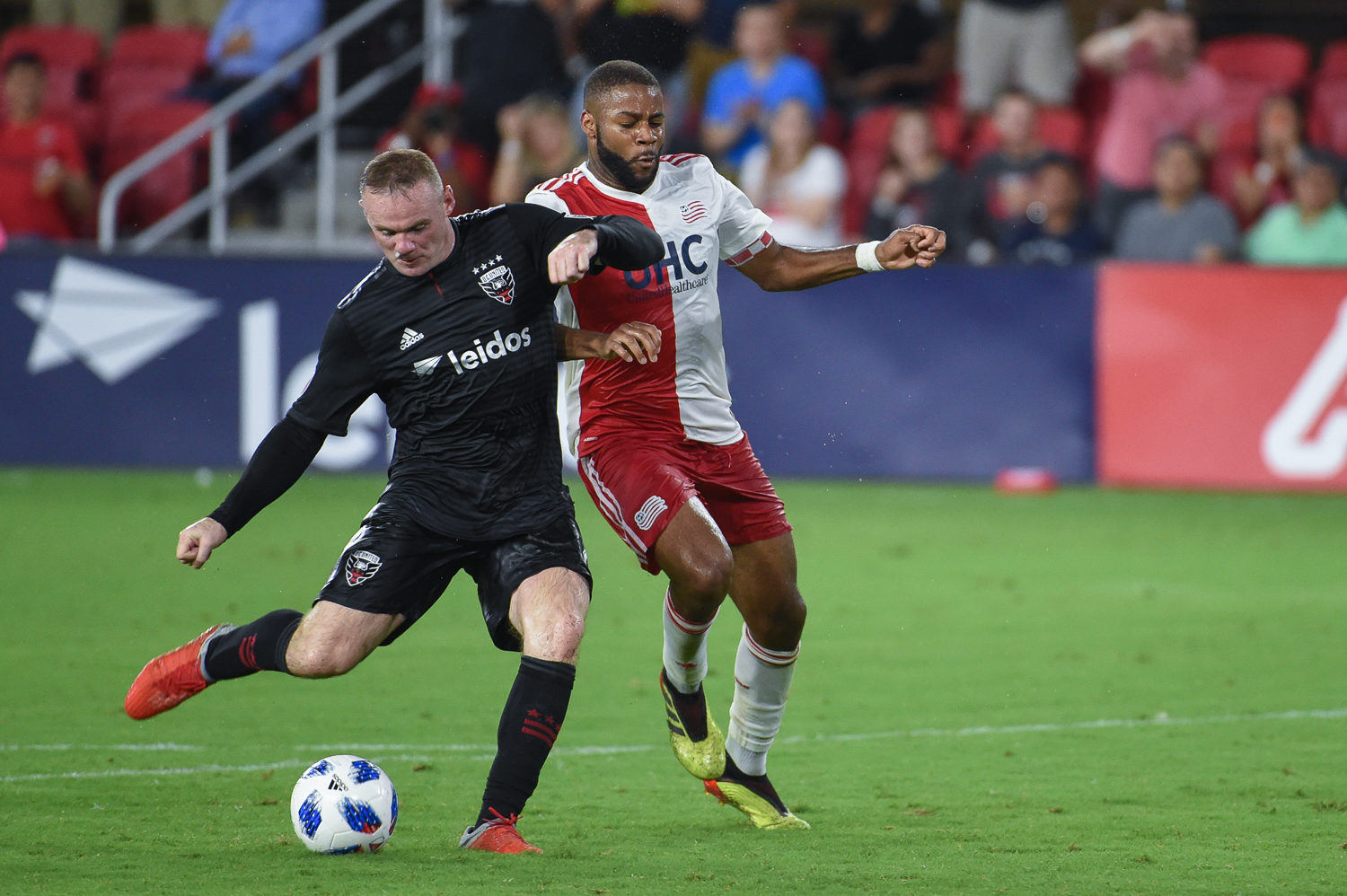
Rooney con il DC United, mentre si appresta a concludere a rete

Il 16 marzo 2019, nella stagione successiva, realizza una tripletta nella partita vinta per 5-0 contro il Real Salt Lake. Anche la seconda stagione al D.C. United si chiude con la sconfitta al primo turno dei play-off, questa volta contro il Toronto FC. Conclude la propria esperienza in MLS totalizzando 52 presenze e mettendo a segno 25 reti.

##### Derby County (2020-2021)
Il 6 agosto 2019 viene annunciato il suo trasferimento al Derby County a partire dal 1º gennaio 2020. Il giocatore viene nominato capitano della squadra e collaboratore dello staff tecnico. Debutta ufficialmente con il club il 2 gennaio in una gara contro il Barnsley. Il successivo 28 gennaio mette a segno la sua prima marcatura, al 63' minuto di una gara persa per 3-2 in casa del Luton Town. Termina la stagione mettendo a segno 6 reti in 24 presenze.
Inizia la stagione 2020-2021 realizzando un calcio di punizione nel successo contro il Norwich City, il primo per la squadra dopo tre sconfitte consecutive. Il 14 novembre 2020, dopo l'esonero di Philip Cocu, la società lo nomina tecnico ad interim.
Il 15 gennaio 2021 assume l'incarico a tempo pieno, ritirandosi contestualmente dall'attività agonistica.

#### Nazionale

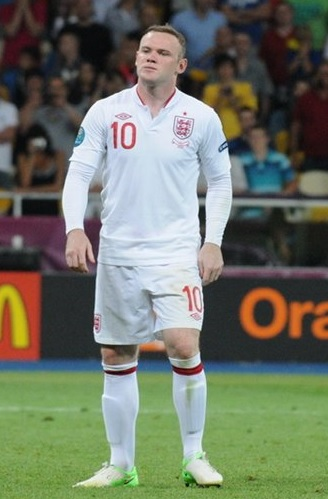
Rooney con la maglia della nazionale inglese nel 2012

Il debutto con la nazionale maggiore avviene il 12 febbraio 2003, quando all'età di 17 anni e 111 giorni, scende in campo nella gara contro l'Australia, risultando il più giovane esordiente nella storia dei Lions. Nello stesso anno ne diviene il marcatore più precoce, andando in gol contro la Macedonia. Il primato relativo all'età fu poi superato da Theo Walcott nel 2006.
Si impone all'attenzione generale durante il campionato europeo del 2004, realizzando due doppiette (ai danni di Svizzera e Croazia) che permettono alla squadra di raggiungere i quarti. L'Inghilterra viene eliminata dal Portogallo, con l'attaccante che abbandona la contesa già nel primo tempo per un dolore alla caviglia.
Un nuovo infortunio, stavolta al piede, rischia di precluderne la convocazione per il campionato mondiale del 2006. Il commissario tecnico Eriksson lo seleziona ugualmente. I britannici sono ancora sconfitti dai lusitani ai quarti di finale. Durante la partita Rooney viene espulso per aver dato un calcio ai testicoli a Ricardo Carvalho mentre questi era a terra. La nazionale inglese manca poi l'accesso al campionato europeo del 2008, mentre al campionato del mondo del 2010, sotto la guida di Fabio Capello, si arrende contro la Germania agli ottavi di finale.
Al campionato europeo del 2012 salta le prime due gare a causa di una squalifica, poi segna contro l'Ucraina la rete che vale il passaggio ai quarti. In questo turno i Leoni sono battuti ai rigori dall'Italia. Il 19 giugno 2014, al campionato del mondo, realizza contro l'Uruguay il suo primo gol in Coppa del mondo.
Durante le qualificazioni al campionato europeo del 2016 raggiunge due importanti traguardi: la centesima presenza in nazionale (festeggiata con una rete alla Slovenia) e il record di marcature, con cui supera Bobby Charlton (fermo a 49 centri contro i 50 di Rooney). Nel corso della fase finale del torneo, segna il suo ultimo gol con la squadra: la circostanza è l'ottavo di finale con l'Islanda, che a sorpresa elimina gli inglesi battendoli in rimonta per 2-1. Nell'agosto 2017, un anno dopo, Rooney annuncia il proprio ritiro dalla nazionale con un bilancio di 119 presenze e 53 realizzazioni.
Il 15 novembre 2018 Rooney torna a vestire un'ultima volta la maglia della nazionale inglese, in un match amichevole contro gli USA: in occasione della stessa gara, organizzata proprio come match d'addio di Rooney alla nazionale, ha indossato la maglia numero 10, nonché la fascia da capitano.

### Allenatore

#### Gli inizi, Derby County
Ritiratosi dal calcio giocato dopo l'ultimo anno al Derby County come giocatore e membro dello staff tecnico, il 15 gennaio 2021 viene promosso allenatore del club, ruolo che già ricopriva ad interim dal precedente 14 novembre 2020. Il giorno seguente al debutto perde 0-1 con il Rotherham Utd, mentre la prima vittoria arriva il 19 gennaio 2021 contro il Bournemouth per 1-0. All'ultima giornata riesce a salvare la squadra dalla retrocessione in League One, dopo un rocambolesco pareggio contro lo Sheffield Wednesday che comporta il ventunesimo posto in classifica.
La stagione seguente, dopo aver conquistato 55 punti sul campo, a causa di una penalizzazione di 21 punti dovuti a grave inadempienze economiche del club, chiude con 34 punti al ventitreesimo posto, retrocedendo in terza serie. Questo risultato lo porta a dimettersi il 24 giugno 2022.

#### DC United
Il 12 luglio 2022 viene annunciato come nuovo allenatore del D.C. United, squadra in cui ha militato da giocatore, con il compito di sostituire l'uscente Hernán Losada. Debutta in panchina il successivo 31 luglio, portando la propria squadra al successo contro l'Orlando City. Il 7 ottobre 2023, dopo 14 vittorie, 13 pareggi e 26 sconfitte nella stagione 2023, decide di risolvere il proprio contratto in accordo con la società statunitense.

#### Birmingham City e Plymouth Argyle
L'11 ottobre 2023, pochi giorni dopo la fine dell'esperienza statunitense, firma un contratto fino al 30 giugno 2027 con il Birmingham City. L'inglese ottenne l'incarico di sostituire l'esonerato John Eustace, che era riuscito a far arrivare la squadra al sesto posto. Rooney decise di annettere al proprio staff tecnico l'ex difensore del Chelsea Ashley Cole, suo ex compagno al Derby County, e John O'Shea, con cui trascorse gran parte della sua permanenza al Manchester United.
Debutta in panchina 10 giorni dopo, in una sconfitta esterna contro il Middlesbrough di Michael Carrick. Nelle prime cinque gare sotto la sua gestione, la squadra riesce a racimolare solamente un punto, arrivando a piazzarsi fino a quel momento al diciottesimo posto in classifica. Il 25 novembre 2023 ottiene la sua prima vittoria battendo per 2-1 lo Sheffield Wednesday.  Viene esonerato il 2 gennaio 2024 dopo solo 2 vittorie in 15 partite.
Il 25 maggio 2024 diventa il nuovo allenatore del Plymouth. Dopo 25 partite complessive tra campionato e coppa di lega, in cui ha raccolto solo 5 vittorie, il 31 dicembre 2024 risolve il contratto con la società biancoverde, lasciando la squadra all'ultimo posto in classifica in campionato.

## Statistiche
Tra club, nazionale maggiore e nazionali giovanili, Rooney ha disputato globalmente 900 partite segnando 375 reti, alla media di 0,42 reti a partita.

### Presenze e reti nei club
| Stagione              | Squadra               | Campionato            | Campionato | Campionato | Coppe nazionali | Coppe nazionali | Coppe nazionali | Coppe continentali | Coppe continentali | Coppe continentali | Altre coppe | Altre coppe | Altre coppe | Totale | Totale |
| Stagione              | Squadra               | Comp                  | Pres       | Reti       | Comp            | Pres            | Reti            | Comp               | Pres               | Reti               | Comp        | Pres        | Reti        | Pres   | Reti   |
| --------------------- | --------------------- | --------------------- | ---------- | ---------- | --------------- | --------------- | --------------- | ------------------ | ------------------ | ------------------ | ----------- | ----------- | ----------- | ------ | ------ |
| 2002-2003             | Everton               | PL                    | 33         | 6          | FACup+CdL       | 1+3             | 0+2             | -                  | -                  | -                  | -           | -           | -           | 37     | 8      |
| 2003-2004             | Everton               | PL                    | 34         | 9          | FACup+CdL       | 3+3             | 0               | -                  | -                  | -                  | -           | -           | -           | 40     | 9      |
| 2004-2005             | Manchester Utd        | PL                    | 29         | 11         | FACup+CdL       | 6+2             | 3+0             | UCL                | 6                  | 3                  | -           | -           | -           | 43     | 17     |
| 2005-2006             | Manchester Utd        | PL                    | 36         | 16         | FACup+CdL       | 3+4             | 0+2             | UCL                | 5                  | 1                  | -           | -           | -           | 48     | 19     |
| 2006-2007             | Manchester Utd        | PL                    | 35         | 14         | FACup+CdL       | 7+1             | 5+0             | UCL                | 12                 | 4                  | -           | -           | -           | 55     | 23     |
| 2007-2008             | Manchester Utd        | PL                    | 27         | 12         | FACup+CdL       | 4+0             | 2               | UCL                | 11                 | 4                  | CS          | 1           | 0           | 43     | 18     |
| 2008-2009             | Manchester Utd        | PL                    | 30         | 12         | FACup+CdL       | 2+1             | 1+0             | UCL                | 13                 | 4                  | CS+SU+Cmc   | 0+1+2       | 0+0+3       | 49     | 20     |
| 2009-2010             | Manchester Utd        | PL                    | 32         | 26         | FACup+CdL       | 1+3             | 0+2             | UCL                | 7                  | 5                  | CS          | 1           | 1           | 44     | 34     |
| 2010-2011             | Manchester Utd        | PL                    | 28         | 11         | FACup+CdL       | 2+0             | 1               | UCL                | 9                  | 4                  | CS          | 1           | 0           | 40     | 16     |
| 2011-2012             | Manchester Utd        | PL                    | 34         | 27         | FACup+CdL       | 1+0             | 2               | UCL+UEL            | 4+3                | 2+3                | CS          | 1           | 0           | 43     | 34     |
| 2012-2013             | Manchester Utd        | PL                    | 27         | 12         | FACup+CdL       | 3+1             | 3+0             | UCL                | 6                  | 1                  | -           | -           | -           | 37     | 16     |
| 2013-2014             | Manchester Utd        | PL                    | 29         | 17         | FACup+CdL       | 0+2             | 0               | UCL                | 9                  | 2                  | CS          | 0           | 0           | 40     | 19     |
| 2014-2015             | Manchester Utd        | PL                    | 33         | 12         | FACup+CdL       | 4+0             | 2               | -                  | -                  | -                  | -           | -           | -           | 37     | 14     |
| 2015-2016             | Manchester Utd        | PL                    | 28         | 8          | FACup+CdL       | 5+2             | 2+1             | UCL+UEL            | 6+0                | 4                  | -           | -           | -           | 41     | 15     |
| 2016-2017             | Manchester Utd        | PL                    | 25         | 5          | FACup+CdL       | 2+5             | 1+0             | UEL                | 6                  | 2                  | CS          | 1           | 0           | 39     | 8      |
| Totale Manchester Utd | Totale Manchester Utd | Totale Manchester Utd | 393        | 183        |                 | 61              | 27              |                    | 97                 | 39                 |             | 8           | 4           | 559    | 253    |
| 2017-2018             | Everton               | PL                    | 31         | 10         | FACup+CdL       | 1+1             | 0               | UEL                | 7                  | 1                  | -           | -           | -           | 40     | 11     |
| Totale Everton        | Totale Everton        | Totale Everton        | 98         | 25         |                 | 12              | 2               |                    | 7                  | 1                  |             | -           | -           | 117    | 28     |
| 2018                  | D.C. United           | MLS                   | 20+1       | 12+0       | USOC            | 0               | 0               | -                  | -                  | -                  | -           | -           | -           | 21     | 12     |
| 2019                  | D.C. United           | MLS                   | 28+1       | 11+0       | USOC            | 2               | 2               | -                  | -                  | -                  | -           | -           | -           | 31     | 13     |
| Totale D.C. United    | Totale D.C. United    | Totale D.C. United    | 48+2       | 23+0       |                 | 2               | 2               |                    | -                  | -                  |             | -           | -           | 52     | 25     |
| gen.-giu. 2020        | Derby County          | FLC                   | 20         | 5          | FACup+CdL       | 4+0             | 1               | -                  | -                  | -                  | -           | -           | -           | 24     | 6      |
| 2020-2021             | Derby County          | FLC                   | 10         | 1          | FACup+CdL       | 0+1             | 0               | -                  | -                  | -                  | -           | -           | -           | 11     | 1      |
| Totale Derby County   | Totale Derby County   | Totale Derby County   | 30         | 6          |                 | 5               | 1               |                    | -                  | -                  |             | -           | -           | 35     | 7      |
| Totale carriera       | Totale carriera       | Totale carriera       | 569+2      | 237+0      |                 | 79              | 32              |                    | 105                | 40                 |             | 8           | 4           | 763    | 313    |

### Cronologia presenze e reti in nazionale
| Cronologia completa delle presenze e delle reti in nazionale ― Inghilterra | Cronologia completa delle presenze e delle reti in nazionale ― Inghilterra | Cronologia completa delle presenze e delle reti in nazionale ― Inghilterra | Cronologia completa delle presenze e delle reti in nazionale ― Inghilterra | Cronologia completa delle presenze e delle reti in nazionale ― Inghilterra | Cronologia completa delle presenze e delle reti in nazionale ― Inghilterra | Cronologia completa delle presenze e delle reti in nazionale ― Inghilterra | Cronologia completa delle presenze e delle reti in nazionale ― Inghilterra |
| Data                                                                       | Città                                                                      | In casa                                                                    | Risultato                                                                  | Ospiti                                                                     | Competizione                                                               | Reti                                                                       | Note                                                                       |
| -------------------------------------------------------------------------- | -------------------------------------------------------------------------- | -------------------------------------------------------------------------- | -------------------------------------------------------------------------- | -------------------------------------------------------------------------- | -------------------------------------------------------------------------- | -------------------------------------------------------------------------- | -------------------------------------------------------------------------- |
| 12-2-2003                                                                  | Londra                                                                     | Inghilterra                                                                | 1 – 3                                                                      | Australia                                                                  | Amichevole                                                                 | -                                                                          | 46’                                                                        |
| 29-3-2003                                                                  | Vaduz                                                                      | Liechtenstein                                                              | 0 – 2                                                                      | Inghilterra                                                                | Qual. Euro 2004                                                            | -                                                                          | 80’                                                                        |
| 2-4-2003                                                                   | Sunderland                                                                 | Inghilterra                                                                | 2 – 0                                                                      | Turchia                                                                    | Qual. Euro 2004                                                            | -                                                                          | 89’                                                                        |
| 3-6-2003                                                                   | Leicester                                                                  | Inghilterra                                                                | 2 – 1                                                                      | Serbia e Montenegro                                                        | Amichevole                                                                 | -                                                                          | 46’                                                                        |
| 11-6-2003                                                                  | Middlesbrough                                                              | Inghilterra                                                                | 2 – 1                                                                      | Slovacchia                                                                 | Qual. Euro 2004                                                            | -                                                                          | 58’                                                                        |
| 6-9-2003                                                                   | Skopje                                                                     | Macedonia                                                                  | 1 – 2                                                                      | Inghilterra                                                                | Qual. Euro 2004                                                            | 1                                                                          | 74’                                                                        |
| 10-9-2003                                                                  | Manchester                                                                 | Inghilterra                                                                | 2 – 0                                                                      | Liechtenstein                                                              | Qual. Euro 2004                                                            | 1                                                                          | 69’                                                                        |
| 11-10-2003                                                                 | Istanbul                                                                   | Turchia                                                                    | 0 – 0                                                                      | Inghilterra                                                                | Qual. Euro 2004                                                            | -                                                                          | 72’                                                                        |
| 16-11-2003                                                                 | Manchester                                                                 | Inghilterra                                                                | 2 – 3                                                                      | Danimarca                                                                  | Amichevole                                                                 | 1                                                                          | 66’                                                                        |
| 18-2-2004                                                                  | Faro                                                                       | Portogallo                                                                 | 1 – 1                                                                      | Inghilterra                                                                | Amichevole                                                                 | -                                                                          | 71’                                                                        |
| 31-3-2004                                                                  | Göteborg                                                                   | Svezia                                                                     | 1 – 0                                                                      | Inghilterra                                                                | Centesimo anniversario Federazione Svedese                                 | -                                                                          | 60’                                                                        |
| 1-6-2004                                                                   | Manchester                                                                 | Inghilterra                                                                | 1 – 1                                                                      | Giappone                                                                   | Football Association Summer Tournament 2004                                | -                                                                          | 77’                                                                        |
| 5-6-2004                                                                   | Manchester                                                                 | Inghilterra                                                                | 6 – 1                                                                      | Islanda                                                                    | Football Association Summer Tournament 2004                                | 2                                                                          | 46’                                                                        |
| 13-6-2004                                                                  | Lisbona                                                                    | Inghilterra                                                                | 1 – 2                                                                      | Francia                                                                    | Euro 2004 - 1º turno                                                       | -                                                                          | 77’                                                                        |
| 17-6-2004                                                                  | Coimbra                                                                    | Inghilterra                                                                | 3 – 0                                                                      | Svizzera                                                                   | Euro 2004 - 1º turno                                                       | 2                                                                          | 18’ 83’                                                                    |
| 21-6-2004                                                                  | Lisbona                                                                    | Croazia                                                                    | 2 – 4                                                                      | Inghilterra                                                                | Euro 2004 - 1º turno                                                       | 2                                                                          | 71’                                                                        |
| 24-6-2004                                                                  | Lisbona                                                                    | Portogallo                                                                 | 2 – 2 dts (6 – 5 dtr)                                                      | Inghilterra                                                                | Euro 2004 - Quarti di finale                                               | -                                                                          | 27’                                                                        |
| 9-10-2004                                                                  | Manchester                                                                 | Inghilterra                                                                | 2 – 0                                                                      | Galles                                                                     | Qual. Mondiali 2006                                                        | -                                                                          | 87’                                                                        |
| 13-10-2004                                                                 | Baku                                                                       | Azerbaigian                                                                | 0 – 1                                                                      | Inghilterra                                                                | Qual. Mondiali 2006                                                        | -                                                                          | 39’ 85’                                                                    |
| 17-11-2004                                                                 | Madrid                                                                     | Spagna                                                                     | 1 – 0                                                                      | Inghilterra                                                                | Amichevole                                                                 | -                                                                          | 39’ 42’                                                                    |
| 9-2-2005                                                                   | Birmingham                                                                 | Inghilterra                                                                | 0 – 0                                                                      | Paesi Bassi                                                                | Amichevole                                                                 | -                                                                          | 61’                                                                        |
| 26-3-2005                                                                  | Manchester                                                                 | Inghilterra                                                                | 4 – 0                                                                      | Irlanda del Nord                                                           | Qual. Mondiali 2006                                                        | -                                                                          | 81’                                                                        |
| 30-3-2005                                                                  | Newcastle                                                                  | Inghilterra                                                                | 2 – 0                                                                      | Azerbaigian                                                                | Qual. Mondiali 2006                                                        | -                                                                          | 78’                                                                        |
| 17-8-2005                                                                  | Copenaghen                                                                 | Danimarca                                                                  | 4 – 1                                                                      | Inghilterra                                                                | Amichevole                                                                 | 1                                                                          |                                                                            |
| 3-9-2005                                                                   | Cardiff                                                                    | Galles                                                                     | 0 – 1                                                                      | Inghilterra                                                                | Qual. Mondiali 2006                                                        | -                                                                          |                                                                            |
| 7-9-2005                                                                   | Belfast                                                                    | Irlanda del Nord                                                           | 1 – 0                                                                      | Inghilterra                                                                | Qual. Mondiali 2006                                                        | -                                                                          | 22’                                                                        |
| 12-10-2005                                                                 | Manchester                                                                 | Inghilterra                                                                | 2 – 1                                                                      | Polonia                                                                    | Qual. Mondiali 2006                                                        | -                                                                          |                                                                            |
| 12-11-2005                                                                 | Ginevra                                                                    | Argentina                                                                  | 2 – 3                                                                      | Inghilterra                                                                | Amichevole                                                                 | 1                                                                          |                                                                            |
| 1-3-2006                                                                   | Liverpool                                                                  | Inghilterra                                                                | 2 – 1                                                                      | Uruguay                                                                    | Amichevole                                                                 | -                                                                          | 63’                                                                        |
| 15-6-2006                                                                  | Norimberga                                                                 | Trinidad e Tobago                                                          | 0 – 2                                                                      | Inghilterra                                                                | Mondiali 2006 - 1º turno                                                   | -                                                                          | 58’                                                                        |
| 20-6-2006                                                                  | Colonia                                                                    | Svezia                                                                     | 2 – 2                                                                      | Inghilterra                                                                | Mondiali 2006 - 1º turno                                                   | -                                                                          | 69’                                                                        |
| 25-6-2006                                                                  | Stoccarda                                                                  | Ecuador                                                                    | 0 – 1                                                                      | Inghilterra                                                                | Mondiali 2006 - Ottavi di finale                                           | -                                                                          |                                                                            |
| 1-7-2006                                                                   | Gelsenkirchen                                                              | Portogallo                                                                 | 0 – 0 dts (3 – 1 dtr)                                                      | Inghilterra                                                                | Mondiali 2006 - Quarti di finale                                           | -                                                                          | 62’                                                                        |
| 7-10-2006                                                                  | Manchester                                                                 | Inghilterra                                                                | 0 – 0                                                                      | Macedonia                                                                  | Qual. Euro 2008                                                            | -                                                                          | 74’                                                                        |
| 11-10-2006                                                                 | Zagabria                                                                   | Croazia                                                                    | 2 – 0                                                                      | Inghilterra                                                                | Qual. Euro 2008                                                            | -                                                                          |                                                                            |
| 15-11-2006                                                                 | Amsterdam                                                                  | Paesi Bassi                                                                | 1 – 1                                                                      | Inghilterra                                                                | Amichevole                                                                 | 1                                                                          |                                                                            |
| 24-3-2007                                                                  | Ramat Gan                                                                  | Israele                                                                    | 0 – 0                                                                      | Inghilterra                                                                | Qual. Euro 2008                                                            | -                                                                          | 62’                                                                        |
| 28-3-2007                                                                  | Barcellona                                                                 | Andorra                                                                    | 0 – 3                                                                      | Inghilterra                                                                | Qual. Euro 2008                                                            | -                                                                          | 56’ - 61’                                                                  |
| 13-10-2007                                                                 | Londra                                                                     | Inghilterra                                                                | 3 – 0                                                                      | Estonia                                                                    | Qual. Euro 2008                                                            | 1                                                                          |                                                                            |
| 17-10-2007                                                                 | Mosca                                                                      | Russia                                                                     | 2 – 1                                                                      | Inghilterra                                                                | Qual. Euro 2008                                                            | 1                                                                          | 69’                                                                        |
| 6-2-2008                                                                   | Londra                                                                     | Inghilterra                                                                | 2 – 1                                                                      | Svizzera                                                                   | Amichevole                                                                 | -                                                                          | 87’                                                                        |
| 26-3-2008                                                                  | Saint-Denis                                                                | Francia                                                                    | 1 – 0                                                                      | Inghilterra                                                                | Amichevole                                                                 | -                                                                          | 46’                                                                        |
| 28-5-2008                                                                  | Londra                                                                     | Inghilterra                                                                | 2 – 0                                                                      | Stati Uniti                                                                | Amichevole                                                                 | -                                                                          | 76’ 78’                                                                    |
| 20-8-2008                                                                  | Londra                                                                     | Inghilterra                                                                | 2 – 2                                                                      | Rep. Ceca                                                                  | Amichevole                                                                 | -                                                                          | 69’                                                                        |
| 6-9-2008                                                                   | Barcellona                                                                 | Andorra                                                                    | 0 – 2                                                                      | Inghilterra                                                                | Qual. Mondiali 2010                                                        | -                                                                          |                                                                            |
| 10-9-2008                                                                  | Zagabria                                                                   | Croazia                                                                    | 1 – 4                                                                      | Inghilterra                                                                | Qual. Mondiali 2010                                                        | 1                                                                          |                                                                            |
| 11-10-2008                                                                 | Londra                                                                     | Inghilterra                                                                | 5 – 1                                                                      | Kazakistan                                                                 | Qual. Mondiali 2010                                                        | 2                                                                          | 86’                                                                        |
| 15-10-2008                                                                 | Minsk                                                                      | Bielorussia                                                                | 1 – 3                                                                      | Inghilterra                                                                | Qual. Mondiali 2010                                                        | 2                                                                          | 88’                                                                        |
| 28-3-2009                                                                  | Londra                                                                     | Inghilterra                                                                | 4 – 0                                                                      | Slovacchia                                                                 | Amichevole                                                                 | 2                                                                          |                                                                            |
| 1-4-2009                                                                   | Londra                                                                     | Inghilterra                                                                | 2 – 1                                                                      | Ucraina                                                                    | Qual. Mondiali 2010                                                        | -                                                                          |                                                                            |
| 6-6-2009                                                                   | Almaty                                                                     | Kazakistan                                                                 | 0 – 4                                                                      | Inghilterra                                                                | Qual. Mondiali 2010                                                        | 1                                                                          |                                                                            |
| 10-6-2009                                                                  | Londra                                                                     | Inghilterra                                                                | 6 – 0                                                                      | Andorra                                                                    | Qual. Mondiali 2010                                                        | 2                                                                          | 46’                                                                        |
| 12-8-2009                                                                  | Amsterdam                                                                  | Paesi Bassi                                                                | 2 – 2                                                                      | Inghilterra                                                                | Amichevole                                                                 | -                                                                          | 59’                                                                        |
| 5-9-2009                                                                   | Londra                                                                     | Inghilterra                                                                | 2 – 1                                                                      | Slovenia                                                                   | Amichevole                                                                 | -                                                                          | 80’                                                                        |
| 9-9-2009                                                                   | Londra                                                                     | Inghilterra                                                                | 5 – 1                                                                      | Croazia                                                                    | Qual. Mondiali 2010                                                        | 1                                                                          |                                                                            |
| 10-10-2009                                                                 | Dnipropetrovs'k                                                            | Ucraina                                                                    | 1 – 0                                                                      | Inghilterra                                                                | Qual. Mondiali 2010                                                        | -                                                                          |                                                                            |
| 14-11-2009                                                                 | Doha                                                                       | Brasile                                                                    | 1 – 0                                                                      | Inghilterra                                                                | Amichevole                                                                 | -                                                                          | cap.                                                                       |
| 3-3-2010                                                                   | Londra                                                                     | Inghilterra                                                                | 3 – 1                                                                      | Egitto                                                                     | Amichevole                                                                 | -                                                                          | 86’                                                                        |
| 24-5-2010                                                                  | Londra                                                                     | Inghilterra                                                                | 3 – 1                                                                      | Messico                                                                    | Amichevole                                                                 | -                                                                          |                                                                            |
| 30-5-2010                                                                  | Graz                                                                       | Giappone                                                                   | 1 – 2                                                                      | Inghilterra                                                                | Amichevole                                                                 | -                                                                          |                                                                            |
| 12-6-2010                                                                  | Rustenburg                                                                 | Stati Uniti                                                                | 1 – 1                                                                      | Inghilterra                                                                | Mondiali 2010 - 1º turno                                                   | -                                                                          |                                                                            |
| 18-6-2010                                                                  | Città del Capo                                                             | Algeria                                                                    | 0 – 0                                                                      | Inghilterra                                                                | Mondiali 2010 - 1º turno                                                   | -                                                                          |                                                                            |
| 23-6-2010                                                                  | Port Elizabeth                                                             | Inghilterra                                                                | 1 – 0                                                                      | Slovenia                                                                   | Mondiali 2010 - 1º turno                                                   | -                                                                          | 72’                                                                        |
| 27-6-2010                                                                  | Bloemfontein                                                               | Inghilterra                                                                | 1 – 4                                                                      | Germania                                                                   | Mondiali 2010 - Ottavi di finale                                           | -                                                                          |                                                                            |
| 11-8-2010                                                                  | Londra                                                                     | Inghilterra                                                                | 2 – 1                                                                      | Ungheria                                                                   | Amichevole                                                                 | -                                                                          | 66’                                                                        |
| 3-9-2010                                                                   | Londra                                                                     | Inghilterra                                                                | 4 – 0                                                                      | Bulgaria                                                                   | Qual. Euro 2012                                                            | -                                                                          |                                                                            |
| 7-9-2010                                                                   | Basilea                                                                    | Svizzera                                                                   | 1 – 3                                                                      | Inghilterra                                                                | Qual. Euro 2012                                                            | 1                                                                          | 79’                                                                        |
| 12-10-2010                                                                 | Londra                                                                     | Inghilterra                                                                | 0 – 0                                                                      | Montenegro                                                                 | Qual. Euro 2012                                                            | -                                                                          | 53’                                                                        |
| 9-2-2011                                                                   | Copenaghen                                                                 | Danimarca                                                                  | 1 – 2                                                                      | Inghilterra                                                                | Amichevole                                                                 | -                                                                          | 46’                                                                        |
| 26-3-2011                                                                  | Cardiff                                                                    | Galles                                                                     | 0 – 2                                                                      | Inghilterra                                                                | Qual. Euro 2012                                                            | -                                                                          | 37’ 70’                                                                    |
| 2-9-2011                                                                   | Sofia                                                                      | Bulgaria                                                                   | 0 – 3                                                                      | Inghilterra                                                                | Qual. Euro 2012                                                            | 2                                                                          |                                                                            |
| 6-9-2011                                                                   | Londra                                                                     | Inghilterra                                                                | 1 – 0                                                                      | Galles                                                                     | Qual. Euro 2012                                                            | -                                                                          | 89’                                                                        |
| 7-10-2011                                                                  | Podgorica                                                                  | Montenegro                                                                 | 2 – 2                                                                      | Inghilterra                                                                | Qual. Euro 2012                                                            | -                                                                          | 74’                                                                        |
| 2-6-2012                                                                   | Londra                                                                     | Inghilterra                                                                | 1 – 0                                                                      | Belgio                                                                     | Amichevole                                                                 | -                                                                          | 53’                                                                        |
| 19-6-2012                                                                  | Donec'k                                                                    | Inghilterra                                                                | 1 – 0                                                                      | Ucraina                                                                    | Euro 2012 - 1º turno                                                       | 1                                                                          | 86’                                                                        |
| 24-6-2012                                                                  | Kiev                                                                       | Inghilterra                                                                | 0 – 0 dts (2 – 4 dtr)                                                      | Italia                                                                     | Euro 2012 - Quarti di finale                                               | -                                                                          |                                                                            |
| 12-10-2012                                                                 | Londra                                                                     | Inghilterra                                                                | 5 – 0                                                                      | San Marino                                                                 | Qual. Mondiali 2014                                                        | 2                                                                          | cap. - 73’                                                                 |
| 17-10-2012                                                                 | Varsavia                                                                   | Polonia                                                                    | 1 – 1                                                                      | Inghilterra                                                                | Qual. Mondiali 2014                                                        | 1                                                                          | 73’                                                                        |
| 6-2-2013                                                                   | Londra                                                                     | Inghilterra                                                                | 2 – 1                                                                      | Brasile                                                                    | Amichevole                                                                 | 1                                                                          |                                                                            |
| 22-3-2013                                                                  | Serravalle                                                                 | San Marino                                                                 | 0 – 8                                                                      | Inghilterra                                                                | Qual. Mondiali 2014                                                        | 1                                                                          | 56’                                                                        |
| 26-3-2013                                                                  | Podgorica                                                                  | Montenegro                                                                 | 1 – 1                                                                      | Inghilterra                                                                | Qual. Mondiali 2014                                                        | 1                                                                          |                                                                            |
| 29-5-2013                                                                  | Londra                                                                     | Inghilterra                                                                | 1 – 1                                                                      | Irlanda                                                                    | Amichevole                                                                 | -                                                                          |                                                                            |
| 2-6-2013                                                                   | Rio de Janeiro                                                             | Brasile                                                                    | 2 – 2                                                                      | Inghilterra                                                                | Amichevole                                                                 | 1                                                                          |                                                                            |
| 14-8-2013                                                                  | Londra                                                                     | Inghilterra                                                                | 3 – 2                                                                      | Scozia                                                                     | Amichevole                                                                 | -                                                                          | 67’                                                                        |
| 11-10-2013                                                                 | Londra                                                                     | Inghilterra                                                                | 4 – 1                                                                      | Montenegro                                                                 | Qual. Mondiali 2014                                                        | 1                                                                          |                                                                            |
| 15-10-2013                                                                 | Londra                                                                     | Inghilterra                                                                | 2 – 0                                                                      | Polonia                                                                    | Qual. Mondiali 2014                                                        | 1                                                                          | 80’                                                                        |
| 15-11-2013                                                                 | Londra                                                                     | Inghilterra                                                                | 0 – 2                                                                      | Cile                                                                       | Amichevole                                                                 | -                                                                          |                                                                            |
| 19-11-2013                                                                 | Londra                                                                     | Inghilterra                                                                | 0 – 1                                                                      | Germania                                                                   | Amichevole                                                                 | -                                                                          | 71’                                                                        |
| 5-3-2014                                                                   | Londra                                                                     | Inghilterra                                                                | 1 – 0                                                                      | Danimarca                                                                  | Amichevole                                                                 | -                                                                          | 60’                                                                        |
| 30-5-2014                                                                  | Londra                                                                     | Inghilterra                                                                | 3 – 0                                                                      | Perù                                                                       | Amichevole                                                                 | -                                                                          | 66’                                                                        |
| 4-6-2014                                                                   | Miami Gardens                                                              | Ecuador                                                                    | 2 – 2                                                                      | Inghilterra                                                                | Amichevole                                                                 | 1                                                                          | 65’                                                                        |
| 7-6-2014                                                                   | Miami Gardens                                                              | Inghilterra                                                                | 0 – 0                                                                      | Honduras                                                                   | Amichevole                                                                 | -                                                                          | 46’                                                                        |
| 14-6-2014                                                                  | Manaus                                                                     | Inghilterra                                                                | 1 – 2                                                                      | Italia                                                                     | Mondiali 2014 - 1º turno                                                   | -                                                                          |                                                                            |
| 19-6-2014                                                                  | San Paolo                                                                  | Uruguay                                                                    | 2 – 1                                                                      | Inghilterra                                                                | Mondiali 2014 - 1º turno                                                   | 1                                                                          |                                                                            |
| 24-6-2014                                                                  | Belo Horizonte                                                             | Costa Rica                                                                 | 0 – 0                                                                      | Inghilterra                                                                | Mondiali 2014 - 1º turno                                                   | -                                                                          | 77’                                                                        |
| 3-9-2014                                                                   | Londra                                                                     | Inghilterra                                                                | 1 – 0                                                                      | Norvegia                                                                   | Amichevole                                                                 | 1                                                                          | cap. - 70’                                                                 |
| 8-9-2014                                                                   | Basilea                                                                    | Svizzera                                                                   | 0 – 2                                                                      | Inghilterra                                                                | Qual. Euro 2016                                                            | -                                                                          | cap. - 90’                                                                 |
| 9-10-2014                                                                  | Londra                                                                     | Inghilterra                                                                | 5 – 0                                                                      | San Marino                                                                 | Qual. Euro 2016                                                            | 1                                                                          | cap.                                                                       |
| 12-10-2014                                                                 | Tallinn                                                                    | Estonia                                                                    | 0 – 1                                                                      | Inghilterra                                                                | Qual. Euro 2016                                                            | 1                                                                          | cap.                                                                       |
| 15-11-2014                                                                 | Londra                                                                     | Inghilterra                                                                | 3 – 1                                                                      | Slovenia                                                                   | Qual. Euro 2016                                                            | 1                                                                          | cap.                                                                       |
| 18-11-2014                                                                 | Glasgow                                                                    | Scozia                                                                     | 1 – 3                                                                      | Inghilterra                                                                | Amichevole                                                                 | 2                                                                          | cap.                                                                       |
| 27-3-2015                                                                  | Londra                                                                     | Inghilterra                                                                | 4 – 0                                                                      | Lituania                                                                   | Qual. Euro 2016                                                            | 1                                                                          | cap. - 71’                                                                 |
| 31-3-2015                                                                  | Torino                                                                     | Italia                                                                     | 1 – 1                                                                      | Inghilterra                                                                | Amichevole                                                                 | -                                                                          | cap.                                                                       |
| 7-6-2015                                                                   | Dublino                                                                    | Irlanda                                                                    | 0 – 0                                                                      | Inghilterra                                                                | Amichevole                                                                 | -                                                                          | cap. - 75’                                                                 |
| 14-6-2015                                                                  | Lubiana                                                                    | Slovenia                                                                   | 2 – 3                                                                      | Inghilterra                                                                | Qual. Euro 2016                                                            | 1                                                                          | cap.                                                                       |
| 5-9-2015                                                                   | Serravalle                                                                 | San Marino                                                                 | 0 – 6                                                                      | Inghilterra                                                                | Qual. Euro 2016                                                            | 1                                                                          | cap. - 59’                                                                 |
| 8-9-2015                                                                   | Londra                                                                     | Inghilterra                                                                | 2 – 0                                                                      | Svizzera                                                                   | Qual. Euro 2016                                                            | 1                                                                          | cap.                                                                       |
| 13-11-2015                                                                 | Alicante                                                                   | Spagna                                                                     | 2 – 0                                                                      | Inghilterra                                                                | Amichevole                                                                 | -                                                                          | 73’                                                                        |
| 17-11-2015                                                                 | Londra                                                                     | Inghilterra                                                                | 2 – 0                                                                      | Francia                                                                    | Amichevole                                                                 | 1                                                                          | cap.                                                                       |
| 27-5-2016                                                                  | Sunderland                                                                 | Inghilterra                                                                | 2 – 1                                                                      | Australia                                                                  | Amichevole                                                                 | 1                                                                          | 46’                                                                        |
| 2-6-2016                                                                   | Londra                                                                     | Inghilterra                                                                | 1 – 0                                                                      | Portogallo                                                                 | Amichevole                                                                 | -                                                                          | cap. - 78’                                                                 |
| 11-6-2016                                                                  | Marsiglia                                                                  | Inghilterra                                                                | 1 – 1                                                                      | Russia                                                                     | Euro 2016 - 1º turno                                                       | -                                                                          | cap. - 78’                                                                 |
| 16-6-2016                                                                  | Lens                                                                       | Inghilterra                                                                | 2 – 1                                                                      | Galles                                                                     | Euro 2016 - 1º turno                                                       | -                                                                          | cap.                                                                       |
| 20-6-2016                                                                  | Saint-Étienne                                                              | Slovacchia                                                                 | 0 – 0                                                                      | Inghilterra                                                                | Euro 2016 - 1º turno                                                       | -                                                                          | 56’                                                                        |
| 27-6-2016                                                                  | Nizza                                                                      | Inghilterra                                                                | 1 – 2                                                                      | Islanda                                                                    | Euro 2016 - Ottavi di finale                                               | 1                                                                          | cap. - 87’                                                                 |
| 4-9-2016                                                                   | Trnava                                                                     | Slovacchia                                                                 | 0 – 1                                                                      | Inghilterra                                                                | Qual. Mondiali 2018                                                        | -                                                                          | cap.                                                                       |
| 8-10-2016                                                                  | Londra                                                                     | Inghilterra                                                                | 2 – 0                                                                      | Malta                                                                      | Qual. Mondiali 2018                                                        | -                                                                          | cap.                                                                       |
| 11-10-2016                                                                 | Lubiana                                                                    | Slovenia                                                                   | 0 – 0                                                                      | Inghilterra                                                                | Qual. Mondiali 2018                                                        | -                                                                          | 73’                                                                        |
| 11-11-2016                                                                 | Londra                                                                     | Inghilterra                                                                | 3 – 0                                                                      | Scozia                                                                     | Qual. Mondiali 2018                                                        | -                                                                          | cap. - 90+1’                                                               |
| 15-11-2018                                                                 | Londra                                                                     | Inghilterra                                                                | 3 – 0                                                                      | Stati Uniti                                                                | Amichevole                                                                 | -                                                                          | 58’                                                                        |
| Totale                                                                     |                                                                            | Presenze (2º posto)                                                        | 120                                                                        |                                                                            | Reti (2º posto)                                                            | 53                                                                         |                                                                            |

### Record
- Calciatore ad aver segnato più reti con il Manchester United in tutte le competizioni ufficiali (253).[74]

### Statistiche da allenatore
Statistiche aggiornate al 31 dicembre 2024. In grassetto le competizioni vinte.
| Stagione            | Squadra             | Campionato          | Campionato | Campionato | Campionato | Campionato | Coppe nazionali | Coppe nazionali | Coppe nazionali | Coppe nazionali | Coppe nazionali | Coppe continentali | Coppe continentali | Coppe continentali | Coppe continentali | Coppe continentali | Altre coppe | Altre coppe | Altre coppe | Altre coppe | Altre coppe | Totale | Totale | Totale | Totale | % Vittorie | Piazzamento  |
| Stagione            | Squadra             | Comp                | G          | V          | N          | P          | Comp            | G               | V               | N               | P               | Comp               | G                  | V                  | N                  | P                  | Comp        | G           | V           | N           | P           | G      | V      | N      | P      | %          | Piazzamento  |
| ------------------- | ------------------- | ------------------- | ---------- | ---------- | ---------- | ---------- | --------------- | --------------- | --------------- | --------------- | --------------- | ------------------ | ------------------ | ------------------ | ------------------ | ------------------ | ----------- | ----------- | ----------- | ----------- | ----------- | ------ | ------ | ------ | ------ | ---------- | ------------ |
| nov. 2020-2021      | Derby County        | FLC                 | 35         | 10         | 8          | 17         | FACup+CdL       | 1+0             | 0               | 0               | 1               | -                  | -                  | -                  | -                  | -                  | -           | -           | -           | -           | -           | 36     | 10     | 8      | 18     | 27,78      | Sub. 21º     |
| 2021-2022           | Derby County        | FLC                 | 46         | 14         | 13         | 19         | FACup+CdL       | 1+2             | 0+0             | 0+1             | 1+1             | -                  | -                  | -                  | -                  | -                  | -           | -           | -           | -           | -           | 49     | 14     | 14     | 21     | 28,57      | 23° (retr.)  |
| Totale Derby County | Totale Derby County | Totale Derby County | 81         | 24         | 21         | 36         |                 | 4               | 0               | 1               | 3               |                    | -                  | -                  | -                  | -                  |             | -           | -           | -           | -           | 85     | 24     | 22     | 39     | 28,24      |              |
| 2022                | D.C. United         | MLS                 | 14         | 2          | 3          | 9          | USOC            | -               | -               | -               | -               | -                  | -                  | -                  | -                  | -                  | -           | -           | -           | -           | -           | 14     | 2      | 3      | 9      | 14,29      | Sub. 28°     |
| 2023                | D.C. United         | MLS                 | 34         | 10         | 10         | 14         | USOC            | 2               | 1               | 0               | 1               | LC                 | 3                  | 1                  | 1                  | 1                  | -           | -           | -           | -           | -           | 39     | 12     | 11     | 16     | 30,77      | 23°          |
| Totale DC United    | Totale DC United    | Totale DC United    | 48         | 12         | 13         | 23         |                 | 2               | 1               | 0               | 1               |                    | 3                  | 1                  | 1                  | 1                  |             | -           | -           | -           | -           | 53     | 14     | 14     | 25     | 26,42      |              |
| ott. 2023-gen. 2024 | Birmingham City     | FLC                 | 15         | 2          | 4          | 9          | FACup+CdL       | -               | -               | -               | -               | -                  | -                  | -                  | -                  | -                  | -           | -           | -           | -           | -           | 15     | 2      | 4      | 9      | 13,33      | Sub., Eson.  |
| lug.-dic. 2024      | Plymouth            | FLC                 | 23         | 4          | 6          | 13         | FACup+CdL       | 0+2             | 0+1             | 0+0             | 0+1             | -                  | -                  | -                  | -                  | -                  | -           | -           | -           | -           | -           | 25     | 5      | 6      | 14     | 20,00      | Risol. cons. |
| Totale carriera     | Totale carriera     | Totale carriera     | 167        | 42         | 44         | 81         |                 | 8               | 2               | 1               | 5               |                    | 3                  | 1                  | 1                  | 1                  |             | -           | -           | -           | -           | 178    | 45     | 46     | 87     | 25,28      |              |

## Palmarès

### Giocatore

#### Club

##### Competizioni nazionali
- Coppa di Lega inglese: 4

Manchester United: 2005-2006, 2008-2009, 2009-2010, 2016-2017
- Campionato inglese: 5

Manchester United: 2006-2007, 2007-2008, 2008-2009, 2010-2011, 2012-2013
- Community Shield: 6

Manchester United: 2007, 2008, 2010, 2011, 2013, 2016
- Coppa d'Inghilterra: 1

Manchester United: 2015-2016

##### Competizioni internazionali
- UEFA Champions League: 1

Manchester United: 2007-2008
- Coppa del mondo per club: 1

Manchester United: 2008
- UEFA Europa League: 1

Manchester United: 2016-2017

#### Individuale
- Trofeo Bravo

2002-2003
- European Golden Boy

2004
- Miglior giovane al mondo per FIFPro

2005
- Miglior 11 del campionato d'Europa

2004
- Miglior giocatore della Coppa del mondo per club FIFA

2008
- Miglior marcatore della Coppa del mondo per club FIFA

2008
- England Player of the Year: 2

2008, 2009
- Giovane dell'anno della PFA: 2

2005, 2006
- Squadra dell'anno della PFA: 2

2006, 2010
- Giocatore dell'anno della PFA: 1

2010
- Giocatore dell'anno della FWA: 1

2010
- FIFA/FIFPro World XI: 1

2011
- MLS Best XI: 1

2018